# 逐步療法
逐步療法（英語：Step therapy、或step protocol、或fail first requirement）是指利用管理式醫療護理來管理處方開立的方法。為了控制處方藥的成本和風險，醫事人員在開立處方時需要經過事先授權的機制，原因在於希望在治療的開始階段就使用最具成本效益的藥物，只有在必要的時候才會使用成本或風險更高的療法。（請參考聯邦醫療保險D部分#利用成本）

## 概論
由於美國處方藥的價格持續上漲，醫療衛生提供者在維持服務水準的同時，又必須把藥物成本壓制，這給服務者帶來壓力。服務者只要有可能就會開立學名藥，讓醫療能夠同時達成高水準服務，和低藥物成本的目標。
醫生和管理式醫療護理機構對所謂適當的逐步療法可能會有不同的看法，而同時患者被鼓勵去取得更多的知識，便於管理自己的醫療護理。

## 反對者
反對逐步療法的人或組織，例如“逐步療法造成傷害（Fail First Hurts）”，詳細列出使用這種方法的陷阱。 "逐步療法被醫療保險公司用來控制成本。從醫生和患者的角度來看，這種做法會耗費時間，從直接和間接的自付費用角度來看，費用反而會更高，患者被剝奪適時取得必要藥物的機會，而付款人（即醫療保險公司）可以無照而行醫。"他們認為還有以下的缺點：
- 製造更多障礙，人們因此會放棄所需的藥物治療
- 可能導致患者狀況惡化，增加以後醫療處置的需求，結果是對患者產生更昂貴的醫療成本
- 更多的挫折，導致抑鬱症案例
- 增加不按指示用藥，和增加自我藥療的風險

## 進一步閱讀
- The Academy of Managed Care Pharmacy - Hosting the Journal of Managed Care & Specialty Pharmacy

The Academy of Managed Care Pharmacy’s Concepts in Managed Care Pharmacy: Prior Authorization （页面存档备份，存于）